# Sidkeong Namgyal
Sidkeong Namgyal (Gangtok, 1819 – Gangtok, febbraio 1874) fu chogyal del Sikkim dal 1862 fino alla sua morte.

## Biografia
Sidkeong Namgyal Karma Dungyal Tenzing Lhendup Nag, nacque al forte di Gangtok nel 1819, figlio secondogenito del Chogyal Tsugphud Namgyal del Sikkim e della sua seconda moglie, una dama tibetana, sorella del Tashi Lama. Educato privatamente, venne nominato reggente per suo padre dal 28 marzo 1861 e, quando l'anno successivo il genitore abdicò a causa delle sue condizioni di salute, egli gli succedette al trono.
Durante il suo governo egli incrementò per necessità di far quadrare i bilanci dello stato la tassazione della ricca città di Darjeeling nel 1868 e nuovamente nel 1873, fatto che lo rese piuttosto impopolare per la sua epoca. Egli sposò la principessa Peding. La coppia non ebbe figli ed alla sua morte nel febbraio del 1874 gli succedette il fratellastro Thutob Namgyal.